# L'Odyssée sauvage

L'Odyssée sauvage est un documentaire de Nicolas Vanier sorti en 2014, relatant son aventure avec ses 10 chiens de traîneau entre l'Océan pacifique et le lac Baïkal sur plus de 6 000 km. Il traverse ainsi la Mandchourie, la Mongolie du Nord et les montagnes Saïan de Sibérie, passant de la taïga à la steppe.
Le voyage a été utilisé dans les écoles au niveau pédagogique afin de sensibiliser les écoliers et collégiens aux enjeux climatiques et au développement durable.
Lors de sa diffusion, des téléspectateurs se sont inquiétés du sort des chiens,.

## Synopsis
Récit de l'aventure de Nicolas Vanier dans le grand Nord. Une traversée en traîneau de chiens de la côte Pacifique de la Sibérie jusqu’au lac Baïkal, en passant par la Chine et la Mongolie.

## Fiche technique
- Réalisateurs : Anne Buxerolle, Emmanuel Réau, Gilles Marliac
- Musique : Armand Amar[7]
- Durée : 101 minutes
- Date de diffusion (M6) : décembre 2014
- Date de sortie en DVD : 3 décembre 2014

## Distribution
- Nicolas Vanier